# تاپسی کروی
تاپسی کروی (انگلیسی: Toppsy Curvey؛ زادهٔ ۹ دسامبر ۱۹۶۱) بازیگر پورنوگرافی، مدل عکاسی اروتیک، و استریپر اهل ایالات متحده آمریکا است.